# Lebredo
Lebredo (oficialmente y en asturiano: Llebredo) es una parroquia repartida entre los concejos asturianos de Boal, Coaña y El Franco, en la comarca de Eo-Navia, Principado de Asturias, España.
La localidad posee iglesia y cementerio parroquiales, en la parte de Coaña. El término parroquial se extiende por tres concejos, que ha dado lugar a tres parroquias limítrofes de los concejos de El Franco, Coaña y Boal, en España.

## Localidad
La localidad se localiza en una divisoria entre 2 arroyos, con poblamiento disperso localizado a lo largo del valle.
La entidad singular de población de Lebredo en El Franco tiene una la categoría histórica de lugar. Se encuentra a una altitud de 360 m y dista 11 km de la villa de La Caridad, capital del concejo. Según el padrón municipal de habitantes en el año 2009 tenía una población de 45 habitantes (INE).
Por la otra parte en Coaña tiene la categoría de aldea y se sitúa a 350 m de altitud. Se encuentra a 8,1 km de la capital, la villa de Coaña. Su población empadronada en 2009 era de 25 personas (INE).
La parroquia de Lebredo en El Franco tiene una superficie de 6,58 km². Comprende la casería de Brañamayor y el lugar de Lebredo. En el año 2009 tenía una población de 50 habitantes repartidas en 11 casas, aparte de la escuela, hoy convertida en centro cultural.
La homónina en Coaña tiene 2,92 km² y únicamente comprende la aldea de Lebredo. En este municipio, Lebredo tiene 7 casas a la hay que añadir la iglesia.  Por último, la de Boal tiene 4,36 km² y comprende la aldea de Coba, con 14 habitantes en 2009.

## Breve historia
Es capital de la parroquia de su nombre, cuyo santo patrón es San Lorenzo, y, por tanto sus fiestas se realizan en torno a su festividad de fecha 10 de agosto.
Han nacido aquí personas célebres, como el escultor Severiano Álvarez, otros, descendientes directos de la aldea de Lebredo llegaron a Madrid, fundamentalmente, siendo uno de ellos el ministro de Hacienda de tiempos de la  II república Francisco Méndez Aspe, cuyos padres nacieron aquí.
La economía se basó en el ganado, sobre todo el vacuno, aunque hoy en día hay sólo dos explotaciones lecheras de envergadura.
Apellido de origen asturiano de gran prestigio. Apellido que desde Tapia se extendió a otras partes de Asturias.

## Lugares
Según el nomenclátor de 2023, la parroquia comprende las siguientes entidades de población:
- Concejo de Boal:

- Coba (Cova, 10 hab., INE 2023)

- Concejo de Coaña:

- Lebredo (Llebredo, 20 hab, INE 2023)

- Concejo de El Franco:

- Brañamayor (4 hab, INE 2023)
- Lebredo (Llebredo, 38 hab, INE 2023)